# Саговник гребенчатый
Саговник гребенчатый (лат. Cycas pectinata) — вечнозелёное древовидное растение рода Саговник.

## Описание
Ствол древовидный, 1-12 м высотой, 14-20 см диаметром в узком месте; 30-40 листьев в кроне.
Листья тёмно-зелёные или серо-зелёные, полуглянцевые, длиной 150-240 см.
Пыльцевые шишки яйцевидные, жёлтые или зелёные, 30-55 см, 16-22 см диаметром. Мегаспорофилы 22-30 см длиной, серо-войлочные.
Семена плоские, яйцевидные, 42-45 мм длиной, 33-45 мм в ширину; саркотеста жёлтая, не покрытая налетом, толщиной 4-7 мм.

## Распространение и экология
Вид распространён в странах Юго-Восточной Азии: Бангладеш, Бутан, Камбоджа, Китай (Юньнань), Индия (Уттар-Прадеш), Лаос, Мьянма, Непал, Таиланд, Вьетнам. Встречается на высоте от 600 до 1300 метров над уровнем моря. Этот вид встречается в средних и высоких сомкнутых лесах, на глубоких, часто глинистых, богатых и плодородных почвах, от умеренной до глубокой тени. Климат тропический, влажный, с влажным летом и более мягкой, сухой зимой.
Горные племена в Ассаме (Индия) едят семена, а молодые листья используются как овощ. Мясистый стебель толчется и используется для мытья волос.
Хотя среда обитания вида постоянно сокращается, остаются большие группы популяции, и вид не находится под непосредственной угрозой исчезновения.